# 南京工业大学浦江学院
南京工业大学浦江学院，是南京工业大学举办的普通全日制本科独立学院，具有独立法人资格。

## 历史
- 1998年，批准成立的公有民办二级学院南京工业大学浦江学院。[2]
- 2005年，改办为独立学院。[2]
- 2017年10月27日，江苏省教育厅发布《2017江苏本科高校设置申报学校名单公示》同意南京工业大学浦江学院向教育部申请转设为东方浦江学院（名称暂定）（民办本科）。[3]
- 2021年2月4日，江苏省教育厅发布公示，南京工业大学浦江学院将转设为独立设置的民办普通本科高校。[4][5]

## 院系设置
- 化学与材料工程系
- 生物与轻化工程系
- 土木与建筑工程系
- 机电与信息工程系
- 管理与人文科学系
- 基础课教学部